# Memoriale di Stepanakert
Il Memoriale di Stepanakert è un complesso monumentale situato a Khankendi, in Azerbaigian, nella ex capitale della repubblica de facto dell'Artsakh (fino al 2017 denominata repubblica del Nagorno Karabakh).

## Ubicazione
Sorge poco fuori dal centro città sulla via maresciallo Baghramyan a fianco del museo della Vittoria e di fronte all'ospedale repubblicano.

## Storia
Il complesso fu edificato nel 1945 in onore dei 22.000 cittadini del Nagorno Karabakh che avevano perso la vita nel corso della Seconda guerra mondiale. Si caratterizza per un obelisco, situato al centro, alto 21 metri. Coloro che morirono furono sepolti in una fossa comune formata sulla collina opposta. Un'altra parte del complesso è una piscina a cascata con una fontana e sette sorgenti "piangenti" costruite nello stile dei monumenti armeni tradizionali e dell'arte ornamentale classica. Sui piedistalli di granito sono ritratti di soldati armeni-sovietici dell'Armata Rossa che sono stati onorati come Eroi dell'Unione Sovietica. La parte più recente del complesso è un cimitero in cui sono sepolti i veterani della prima guerra del Nagorno Karabakh. Tutte le cerimonie civili di commemorazione si tengono al complesso di Stepanakert.

## Galleria d'immagini

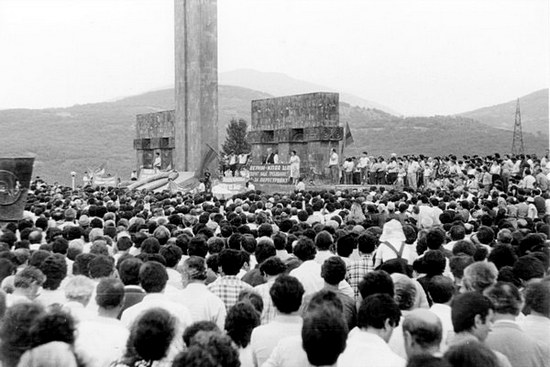
Protesta avanti al memoriale il 20 febbraio 1988
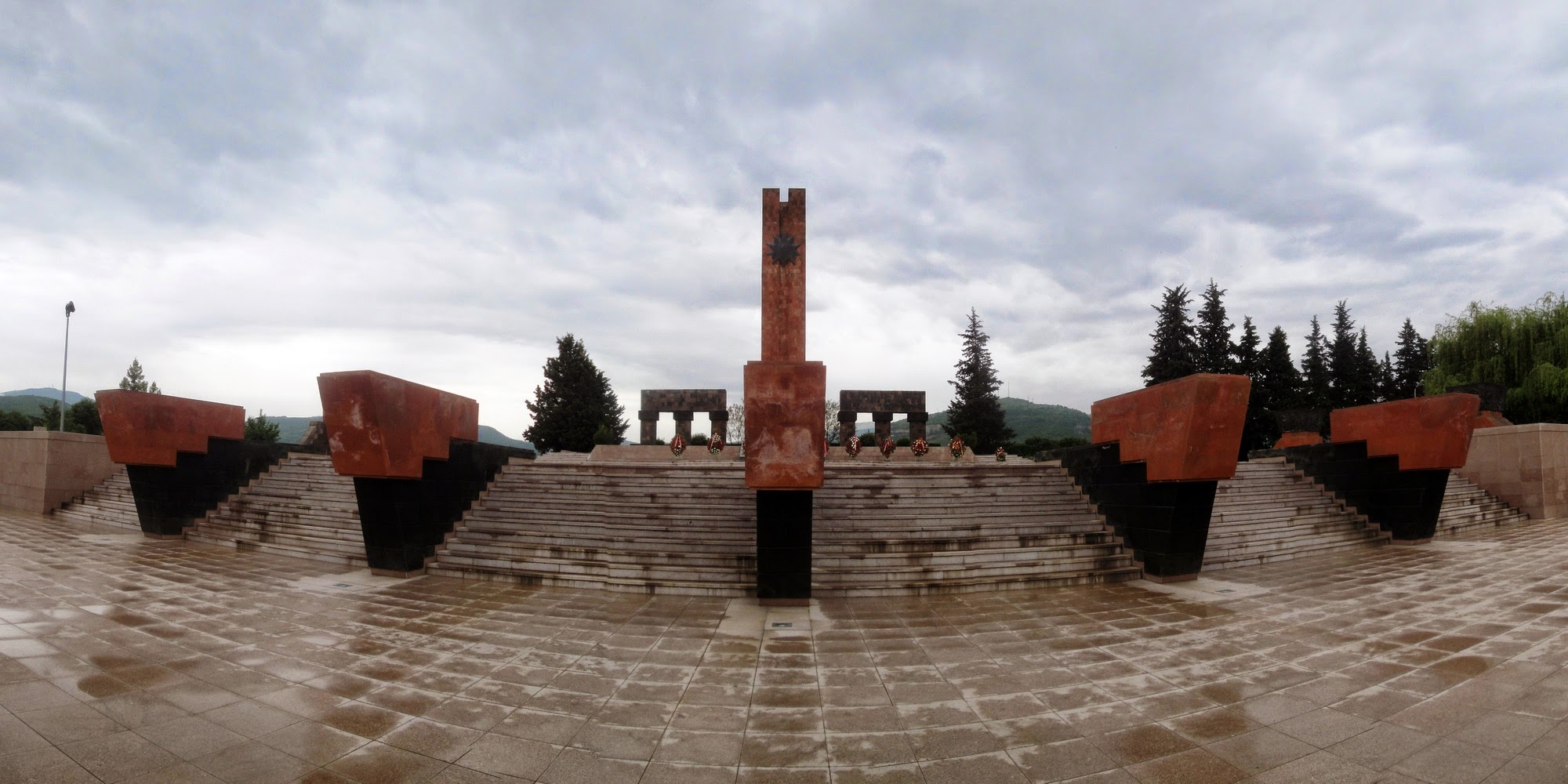
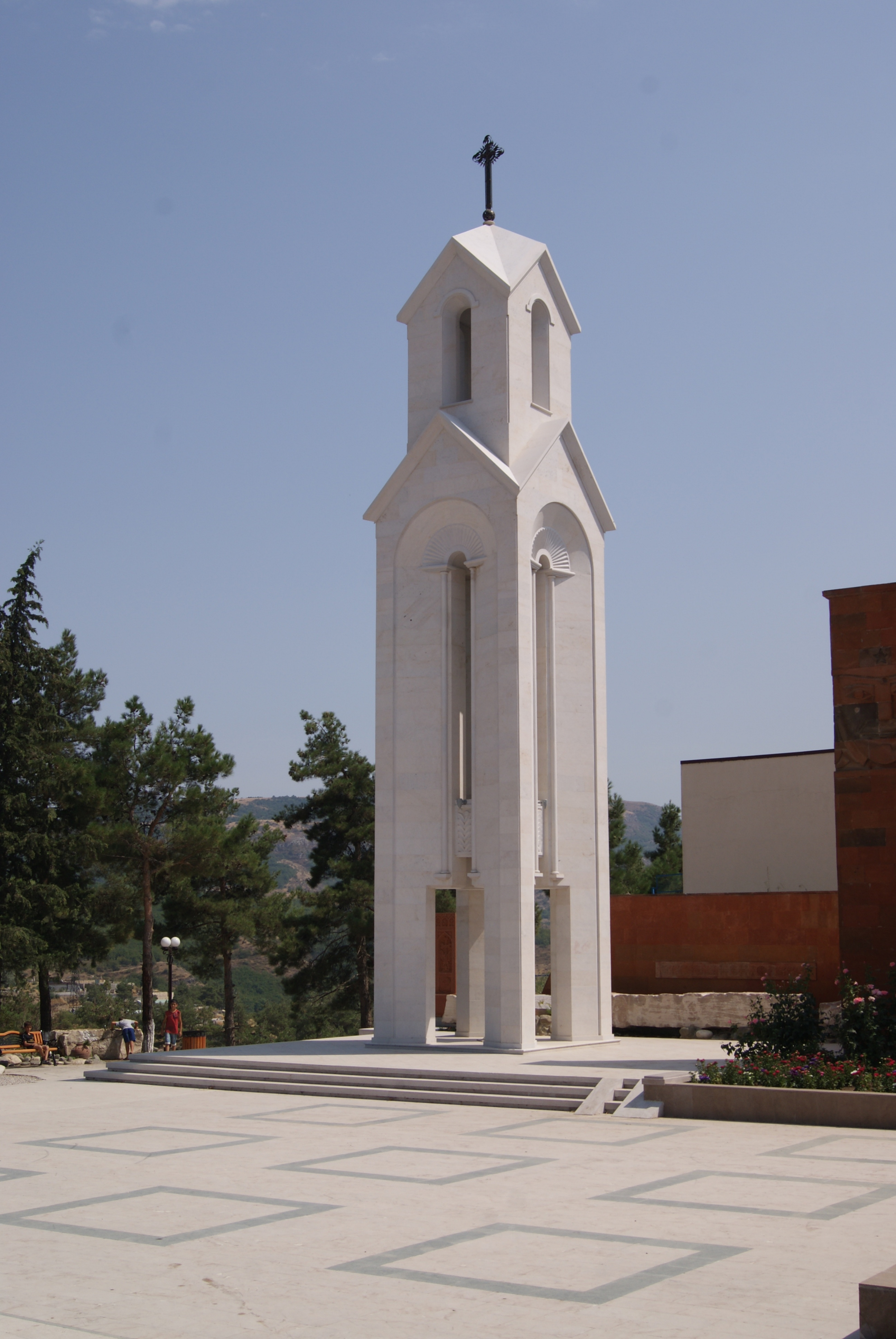